# كيت ميلر
كيت ميلر (بالإنجليزية: Kate Miller)‏ هي ممثلة أمريكية، ولدت في 24 أكتوبر 1969 في سينسيناتي في الولايات المتحدة.

## وصلات خارجية
- الموقع الرسمي
- كيت ميلر على موقع IMDb (الإنجليزية)
- كيت ميلر على موقع قاعدة بيانات برودواي على الإنترنت (الإنجليزية)
- كيت ميلر على موقع قاعدة بيانات الفيلم (الإنجليزية)